# Silver Lining (Crazy 'Bout You)
Silver Lining (Crazy 'Bout You) è un brano musicale della cantautrice britannica Jessie J, composto per la colonna sonora del film Il lato positivo - Silver Linings Playbook.